# Herbert Murrill
Herbert Murrill Herbert Henry John Murrill (Londen, 11 mei 1909 - Londen, 25 juli 1952) was een Engelse componist, pianist, organist en muziekdocent.

## Opleiding
Murrill was de oudste zoon van Herbert en Kate Murrill. Zijn muzikale begaafdheid werd al spoedig duidelijk en op zestienjarige leeftijd won hij een beurs, die hem in staat stelde te studeren aan de prestigieuze Guildhall School of Music in de Britse hoofdstad. Daarna volgde hij een opleiding aan de Royal Academy of Music. Hier studeerde hij piano bij York Bowen, orgel en koordirectie bij Stanley Marchant en harmonie bij Alan Bush.
Al tijdens zijn studie werkte hij als (kerk-)organist. Na zijn Londense tijd, studeerde hij verder aan Worcester College in Oxford.

## Loopbaan
Na zijn studie werd Murrill organist van twee Londense kerken en in 1933 werd hij compositieleraar aan the Royal Academy of Music. In datzelfde jaar trouwde hij met de pianiste Margaret Good, een huwelijk dat eindigde in scheiding.
Murrill was intussen ook actief als componist. Zijn eerste werken stammen nog uit zijn studietijd. Het waren liederen, pianostukken, maar ook een opera: Man in cage(1930), op een libretto van Geoffrey Dunn.
In 1931 organiseerde hij een concert met eigen muziek in de Londense Wigmore Hall, waardoor zijn bekendheid toenam. Het leverde hem contacten op met W.H. Auden en Benjamin Britten, met wie hij samenwerkte in de Group Theatre Company. Hij dirigeerde in 1935 de muziek die Britten componeerde hij Shakespeares Timon of Athens.
In deze tijd werd hij ook gevraagd als componist van filmmuziek.
In 1936 werd hij lid van het BBC Music Department en vanaf dat jaar was hij nauw betrokken bij de programmering van de Britse omroep.
In de late jaren dertig maakte Murrill een moeilijke tijd door als gevolg van zijn echtscheiding. De innerlijke onrust is te beluisteren in een aantal van zijn werken uit die tijd en met name in het in 1939 voltooide strijkkwartet.
Dit stuk werd in dat jaar ten doop gehouden door het Leighton Quartet, waaraan het ook is opgedragen. De celliste daarvan, Vera Canning, werd in 1941 Murrills tweede echtgenote. 
In 1942 trad Murrill toe tot het leger, maar hij bleef in Engeland en kon, met de rang van sergeant, zelfs een aantal uitvoeringen van Dido and Aeneas van Henry Purcell dirigeren.
Na de oorlog werd hij Assistant Director of Music bij de BBC en uiteindelijk Director of Music (1950).

## Muziek
Murrills oeuvre is beperkt van omvang. Hij schreef vooral piano- en kamermuziek, maar componeerde ook voor orkest en voor de kerk.
Zijn stijl was bij zijn vroege dood nog niet volledig uitgerijpt. In zijn pianomuziek werd Murrill beïnvloed door Maurice Ravel en in zijn koorwerken door de Engelse koorschool. Zijn orkestwerken sluiten aan bij de pastorale stijl die in de eerste helft van de twintigste eeuw in Engeland populair was, al kent zijn opera duidelijke invloeden van de jazz.

## Werken
Piano
- Three little dances (1927)
- Sonatina (1936)
- Canzona (1938)
- Toccatina (1938)
- Dance on Portuguese Folk-tunes (1950)

Klavecimbel
- Bourrée (1930)
- Suite Française (1938)

Orgel
- Passacaille & Gigue (1930)
- Carillon (1947)
- Postlude on a Ground (1950)
- Fantasia on Wareham (1950)

Kamermuziek
- Capriccio voor cello en piano (1932)
- Strijkkwartet in A gr.t. (1939)
- Four French Nursery Songs voor altviool of cello en piano (1940)
- Piece for my friends voor twee blokfluiten en klavecimbel (1950)
- Sonate voor blokfluit en klavecimbel (1950)

Kerkmuziek
- Missa Sancta Margaritae (1931)
- Love not me for comely grace (1932)
- Magnificat en Nunc Dimittis (1946)

Liederen
- Three carols for high voice and oboe (1929)
- The Batchelor (1930)
- Two songs from Twelfth Night (1943)
- Two Herrick songs (1953)
- Five songs (gepubliceerd in 1989)

Orkest
- Twee celloconcerten (1935 en 1952)
- Three Dances (1938)
- Country Dances (1946)
- Three hornpipes (1949)
- Vioolconcert (1953, onvoltooid)

Muziek voor film en theater
- Man in Cage (opera, 1930)
- The dance of the death (toneelmuziek, 1933)
- The dog beneath the skin (toneelmuziek, 1935)
- And so to work (filmmuziek, 1936)
- No more peace (toneelmuziek, 1936)
- The daily round (filmmuziek, 1937)